# Adolphe Aderer
Adolphe Aderer, né le 17 novembre 1855 à Napoléon (aujourd'hui La Roche-sur-Yon) et mort le 27 décembre 1923 à Paris, est un écrivain et critique dramatique français.

## Biographie
Jean Baptiste Adolphe Aderer est le fils de Jean Baptiste Adolphe Aderer, professeur au lycée, et de Camille Ponsardin. Il a deux sœurs cadettes, nées à Metz où leur père était alors professeur au lycée impérial : Camille, née en 1858, et Jeanne-Léonie, née en 1860, futures artistes peintres. 
Après des études secondaires au lycée de Versailles, au collège Sainte-Barbe et au lycée Louis-le-Grand Adolphe Aderer obtient une licence de lettres et il est agrégé de grammaire en 1881. Professeur en lycée, il commence à écrire et publier des nouvelles dans Le Journal des débats, et des critiques dans L’Éclair et Le Petit Parisien. Puis il est recruté par le journal Le Temps où durant 26 ans il assure la critique théâtrale. Il conduit en parallèle de sa carrière de critique dramatique celle d’écrivain. Il publie aussi bien des romans, des pièces de théâtre, de la poésie, des livrets d’opéra que des essais. 
Adolphe Aderer s'engage dans plusieurs sociétés et associations : il est le président-fondateur de la société Les Amis de la Langue française. Il est membre de la Société des gens de lettres et de la Société des auteurs et compositeurs dramatiques. En 1900 il préside le congrès de l’art théâtral. Il est président d'honneur de l'Association de la critique.
Il meurt le 27 décembre 1923 en son domicile au no 9 villa Saïd dans le 16e arrondissement,. Il est inhumé au cimetière Saint-Louis de Versailles.

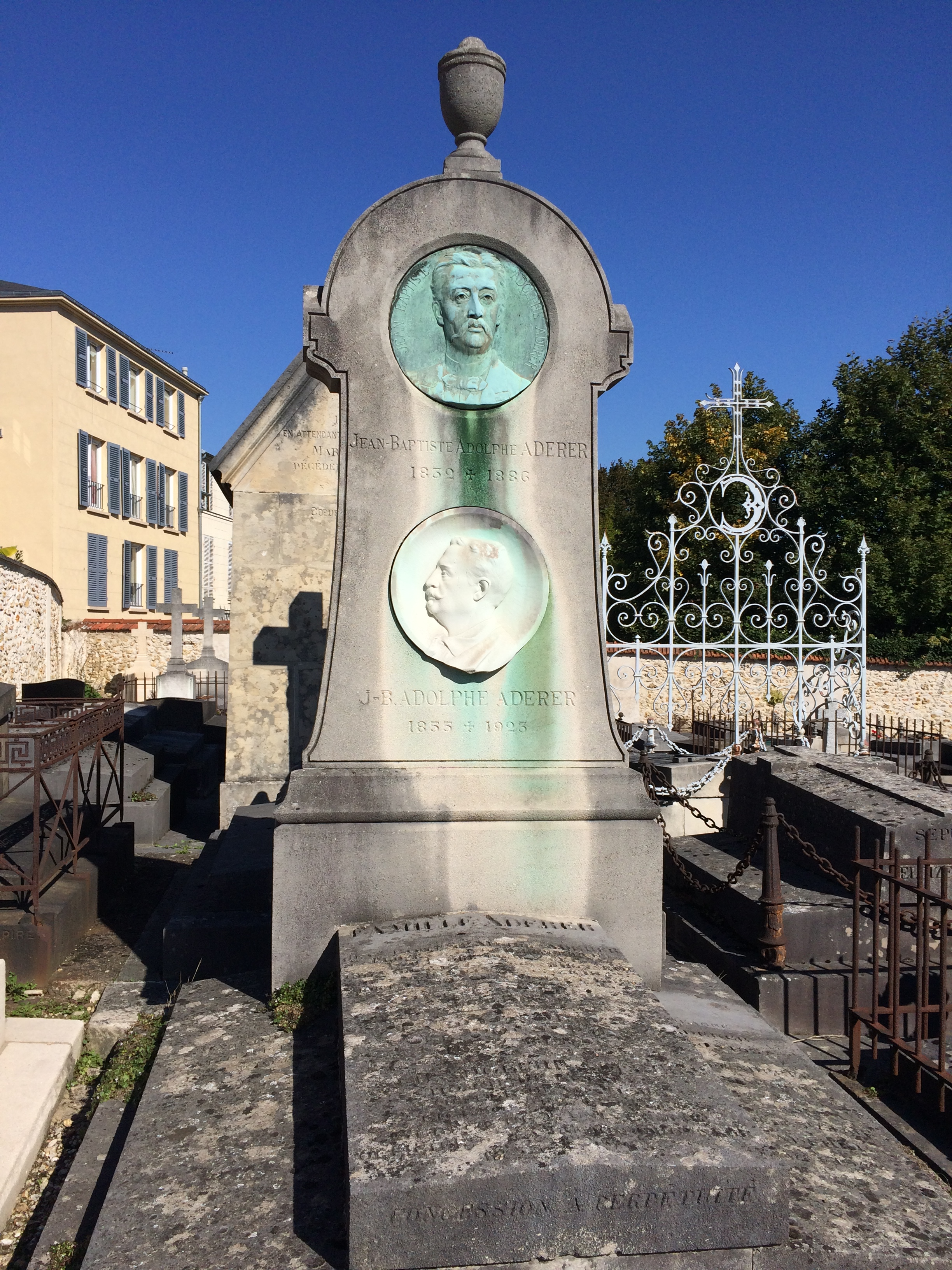
Sépulture d'Adolphe Aderer au cimetière Saint-Louis à Versailles.

## Décorations et récompenses
Par décret du 22 juillet 1905 il est promu officier dans l'ordre de la légion d'honneur (chevalier le 12 juillet 1886).
Il est officier de l'Instruction publique.
Adolphe Aderer reçoit quatre prix de l'Académie française :
- En 1895, le prix Montyon pour Pour une rose
- En 1899, le prix Montyon pour Le Vœu
- En 1909, le prix Lambert[12]
- En 1918, le prix Jules-Davaine pour Les Heures de la guerre

## Publications

### Romans
- La Comtesse Anarchie, Paris, 1922, Calmann-Lévy, 292 p. lire en ligne sur Gallica
- Le Mariage du lieutenant, Paris, 1884, Calmann-Lévy
- L'Inévitable Amour, Paris, 1904, Calmann-Lévy, 338 p.
- Pour une rose, Paris, 1890, Jouvet, 150 p.
- Le Drapeau ou la Foi , Paris, 1908, Calmann-Lévy, 311 p.
- Le Vœu, Paris, 1898, Lévy, 398 p. lire en ligne sur Gallica

### Théâtre
- Mil huit cent sept, comédie, (co-auteur Armand Ephraïm), Paris, 1898 lire en ligne sur Gallica
- Comme ils sont tous, comédie en quatre actes, Paris, 1910, Illustration théâtrale no 159,
- Isora, drame en quatre actes et six tableaux, Paris, 1909, Libr. théâtrale, 134 p.
- Tolstoï, pièce en quatre actes, (co-auteur Lefebvre Saint-Ogan), Paris 1919, Édition de la Revue mondiale, 168 p.

### Poésies
- Les Heures de la guerre, poésies, Paris, 1918, Calmann-Lévy, 219 p.

### Livrets d'opéras, ballets, théâtre illustré
- Solange, opéra-comique, (musique Gaston Salvayre), création Paris, Opéra-Comique, 10 mars, 1909, "édition : Paris, 1909, Librairie théâtrale, 83 p.
- L'Étoile, ballet en deux actes, (co-auteur Camille de Roddaz, musique André Wormser) Théâtre national de l'opéra, 1897. édition : Paris, 1907, Calmann-Lévy, 27 p.
- Daria, drame Lyrique En deux actes, (co-auteur Armand Ephraïm, Musique Georges Marty), 138 p.

### Critiques, essais
- Le Théâtre à côté, préface Francisque Sarcey, Paris, 1894, 269 p. Librairies imprimeries réunies, lire en ligne sur Gallica
- Hommes et Choses de théâtre, préface de Victorien Sardou, Paris, Calmann-Lévy, 339 p.  lire en ligne sur Gallica
- Les Allemands de toujours, Paris, 1917, Calmann-Lévy, 316 p.
- Le Théâtre sous le Second Empire, Paris 1922, 28 p.